# Claude Godbillon
Claude Godbillon (né à Écueil, le 21 février 1937 – 8 juin 1990) est un mathématicien français, qui a travaillé dans le domaine de la géométrie différentielle et ses applications à la mécanique et à la topologie algébrique.

## Biographie
Godbillon a obtenu son doctorat en 1967, sous la direction de Georges Reeb à l'Université de Strasbourg avec un sujet sur les feuilletages (« Feuilletages ayant la propriété du prolongement des homotopies »). Professeur  à l'IRMA de Strasbourg (Institut de recherche mathématique avancée), il en devient  directeur en 1972. Pendant un temps, il a été vice-président de l'Université de Strasbourg.
Avec Jacques Vey (1943-1979), il a introduit en 1971 les invariants topologiques des feuilletages, appelés depuis invariants de Godbillon-Vey ,.
Il a écrit plusieurs livres, dont Géométrie différentielle et mécanique analytique, dans lequel il n'utilise aucun graphique à la manière de Joseph-Louis Lagrange dans sa  Mécanique analytique de 1788.
Il a été conseiller auprès du ministère de l'Éducation en matière de mathématiques. En 1976, il a été élu président de la Société mathématique de France.

## Livres
- Géométrie différentielle et mécanique analytique, Paris, Herman 1969
- Éléments de topologie algébrique, Paris, Herman 1971
- Dynamical systems on surfaces, Springer Verlag 1983 (d'abord publié en français par l'Institut de Mathématiques de Strasbourg, IRMA, 1979)
- Feuilletages: Études Géométriques, Birkhäuser 1991 (d'abord publié par l'Institut de Mathématiques de Strasbourg, 1985, 1986 en 2 volumes)